# 가섭원
가섭원(迦葉原)은 해부루가 건국한 동부여의 수도로 위치는 미상이다. 
삼국사기, 삼국유사에 의하면 해부루가 부여의 임금일 때, 재상 아란불(阿蘭弗)의 꿈에 천제(天帝)가 나타나, 동해 바닷가의 가섭원(迦葉原)이란 곳으로 도읍을 옮겨라."라고 명해서 그곳으로 도읍을 옮겼다고 한다.
해부루가 해모수에게 쫓겨나서 가섭원에 건국한 나라를 동부여라고 한다. 하지만 실제로 동부여는 해부루가 통치한 시대가 아닌 그 이후에 건국되었다고 생각된다. 광개토왕 대에 점령당한 '동부여'의 경우 AD285년 모용선비의 부여 침공 이후 옥저로 도피한 난민들이 세웠다고 보거나, 4C 이후 길림지역이 일시적으로 고구려에서 분리되었는데(당시 부여는 농안, 장춘 일대로 수도를 이전한 상태였다.) 다시 광개토왕이 수복한 걸로 보기도 한다.